# Partido de Ação Progressista
Partido de Ação Progressista foi um partido político brasileiro que, sob registro provisório, disputou as eleições de 1990.
Sem nenhuma expressão, a sigla foi extinta logo em seguida. O partido utilizou o número 64.